# Чендревити чот (Кобила)
Чендревити чот (Кобила) је локалитет у режиму заштите I степена, површине 0,81ha, у централном делу НП Фрушка гора.
Налази се у ГЈ 3814 Шумска заједница Беочин, одељење 67, чистина 1, уз Локалитет Велики Градац. Овај микролокалитет означен је као значајно станиште реликтне врсте пљевика (Cheilanthes marante).